# Svinice (okres Trebišov)
Svinice jsou obec na Slovensku. Nacházejí se v Košickém kraji, v okrese Trebišov.
Obec má rozlohu 5,26 km² a leží v nadmořské výšce 100 m. Na území obce je chráněné ptačí území Medzibodrožie. K 31. 12. 2011 v obci žilo 301 obyvatel, což představuje hustotu osídlení 57,22 obyv./km².

## Historie
První písemná zmínka o obci je z roku 1332. Od druhé poloviny 18. století do roku 1948 se obec jmenovala Szinyér. Obec byla součástí Uherska, po uzavření Trianonské smlouvy se stala součástí Československa. V roce 1930 zde stálo 57 domů a žilo 315 obyvatel, z toho 301 obyvatel bylo maďarské národnosti. V letech 1938 až 1945 byla obec (v důsledku první vídeňské arbitráže) připojena k Maďarsku. V letech 1945 až 1992 byla obec opět součástí Československa.